# Oboronia albicosta
Oboronia albicosta is een vlinder uit de familie van de Lycaenidae. De wetenschappelijke naam van de soort is voor het eerst gepubliceerd in 1916 door Max Gaede.
De soort komt voor in Kameroen.